# Mitch Altman
Pour les articles homonymes, voir Altman.
Mitch Altman (né le 22 décembre 1956) est un hacker et inventeur, cofondateur de 3ware (avec J. Peter Herz et Jim MacDonald). Il est connu pour son travail sur la réalité augmentée à VPL Research, ses compétences et son engagement pour les hackerspaces et a inventé le TV-B-Gone.

## Éducation et jeunesse
Mitchell Allen Altman grandit à Chicago, mais ses parents jugeant que l'école publique de leur quartier n'est pas de grande qualité, ils déménagent en banlieue. Sa mère est enseignante à l'école primaire et son père est officier de communication dans l'armée avant de créer une entreprise d'architecture. Mitch Altman évolue dans une famille de militants, son grand-père était sympathisant communiste et ses parents sont engagés dans la défense de l'environnement, le mouvement anti-guerre et les droits civiques.
À la fin des années 1970, un de ses premiers emplois consiste à développer un jeu de simulateur de vol pour les ordinateurs Apple. Il démissionne lorsque l'entreprise consent à modifier le jeu à la demande de l'armée américaine qui veut en faire un simulateur d'entrainement pour ses hélicoptères de combat.
Il est un ancien étudiant de l'université de l'Illinois à Urbana-Champaign, où il obtient un diplôme de premier cycle universitaire (bachelor) en 1980 et une maîtrise en génie électrique quatre ans plus tard. Avec Bruce Bethell, il cofonde en 1977 le mouvement Hash Wednesday de l'université, un rassemblement organisé sur le campus afin de réclamer l'assouplissement des lois contre la consommation de marijuana. L'évènement auquel participe une centaine de personnes au premier rassemblement, prend rapidement de l'ampleur au point que la police doit fermer des rues à la fin des années 1980 ; alors que de nombreux sympathisants viennent de plusieurs centaines de kilomètres à la ronde.
Durant l'université, Mitch Altman explore différentes formes d'organisations politiques ; influencé par Noam Chomsky, Alan Watts ou Jerry Mander (en) ; il participe aux Rainbow Gatherings jusqu'au milieu des années 1990.
Après un voyage autour du monde, Mitch Altman emménage dans la baie de San Francisco en 1986 pour travailler à la Silicon Valley,.

## Début de carrière
Mitch Altman est considéré comme un des pionniers de la réalité virtuelle. Alors qu'il enseigne dans le domaine des microcontrôleurs, il rencontre Thomas Zimmerman durant une soirée. Ce dernier lui explique que VPL Research (en) — entreprise pour laquelle il travaille à la conception du gant de données (Data Glove) — a besoin d'un spécialiste du MOS 6502. Ainsi, à la fin des années 1980, Mitch Altman fait partie d'une équipe d'une quinzaine de pionners de la réalité virtuelle naissante qui comprend (outre Zimmerman) Jaron Lanier. Altman démissionne lorsque, via l'université du centre de la Floride, l'armée acquiert une machine de VPL Research afin d'en faire un simulateur de la Troisième Guerre mondiale. L'entreprise, tout comme lui, s'étant toujours opposé que le fruit de leur travail profite aux militaires.
Mitch Altman travaille ensuite en tant que consultant. En 1997, il cofonde 3ware avec un collègue avec qui il a travaillé à Aura Inc. (une entreprise concevant des disques durs, plus tard absorbée par Seagate). 3ware développe des contrôleurs RAID. L'entreprise est florissante, mais Altman démissionne alors que AMCC (en) l'achète pour 150 millions de dollars en 2004 et tente de vendre des contrôleurs à la NSA,,.

## TV-B-Gone et Cornfield Electronics
Au début des années 2000, Mitch Altman travaille sur un projet personnel, une télécommande universelle capable d'éteindre la plupart des téléviseurs, notamment omniprésents aux États-Unis dans les lieux publics ou les bars et restaurants. Grâce à la somme récoltée par la vente de 3ware, il fait fabriquer 20 000 exemplaires de la télécommande qu'il nomme TV-B-Gone. Afin de la commercialiser, Altman fonde Cornfield Electronics dont le slogan est « De l'électronique utile pour un monde meilleur »,.
Vendue pour la somme de 14,99 dollars en 2004, le succès commercial est fulgurant, au point de surcharger et de mettre en panne le site web destiné à la vente de TV-B-Gone. L'affaire attire l'attention des médias et Altam explique : « Je n'aime tout simplement pas la télévision et j'aimerais que les gens pensent davantage à ce puissant média dans leur vie ».
En 2015, la production et la commercialisation étant transférées à un tiers, Mitch Altman ne perçoit dès lors qu'une redevance sur le TV-B-Gone.
Depuis 2007, Altman voyage à travers le monde pour organiser des ateliers où il enseigne le brasage (soudure à l'étain) à travers l'assemblage de kits, par exemple pour réaliser un mini synthétiseur de musique. Les kits sont également vendus sur le site web de Cornfield Electronics.

## Hackerspaces et culture du «faire»

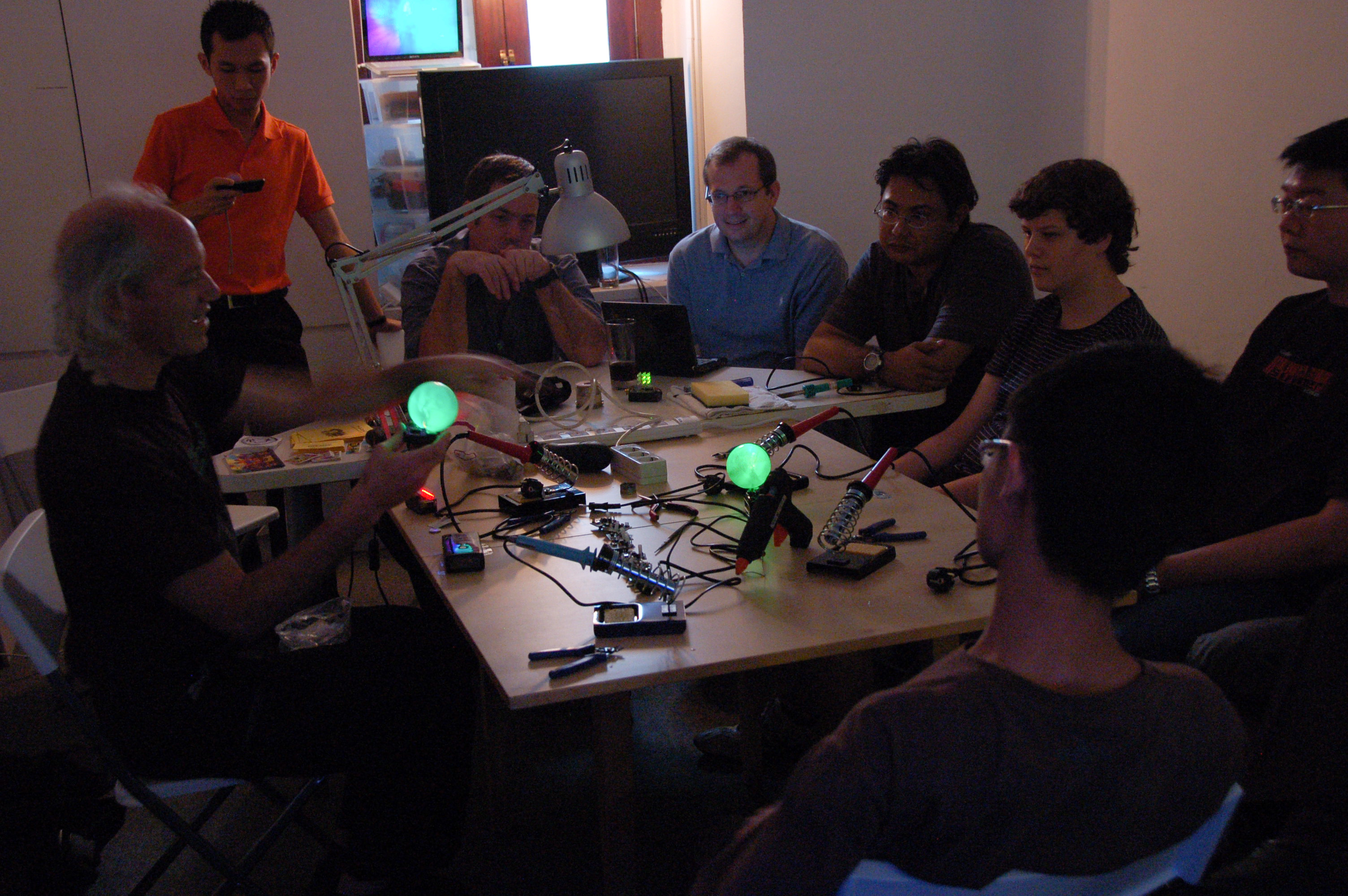
Altman durant un atelier au HackerspaceSG de Singapour.

À l'été 2006, Mitch Altman est invité pour la première fois à une conférence de hackers : Hackers on Planet Earth, une rencontre bisannuelle à New York et à laquelle participent des allemands du Chaos Computer Club venus aider à l'organisation de l'évènement. Ces derniers invitent Altman à présenter le TV-B-Gone au 23e Chaos Communication Congress en décembre 2006. L'été suivant, en compagnie d'autres américains, il participe au Chaos Communication Camp et visite plusieurs hackerspaces puis le 24e Chaos Communication Congress en fin d'année. De retour aux États-Unis et inspiré par ce qu'ils ont vu en Allemagne, Mitch Altman et Jacob Appelbaum cofondent le hackerspace Noisebridge l'année suivante, en 2008, à San Francisco. D'autres en créent ailleurs comme NYC Resistor (en) à New York ou HacDC (en) à Washington,,.
Dès lors, Mitch Altman fait la promotion des hackerspaces à travers le monde et s'implique dans la culture maker. Un de ses kits, la « Brain Machine », est l'un des plus populaires parues dans le magazine Make (en) qui qualifie Altman de Johnny Appleseed des hackerspaces. En 2012, durant la Maker Faire organisée à New York, il reçoit le prix « Maker Hero » pour sa contribution à la cause de l'éducation reliée à la culture maker et au libre accès à la technologie. Cependant, la même année, Mitch Altman prend publiquement ses distances avec la Maker Faire alors que O'Reilly Media qui la chapeaute (ainsi que le magazine Make) reçoit dix millions de dollars de la DARPA ; le département de la Défense ayant initié un vaste programme (DARPA Mentor) de financement des hackerspaces sur trois ans, à hauteur de 3,2 milliards de dollars la première année, afin de porter la culture maker dans les écoles américaines. Sur la liste de diffusion de hackerspace.org, Altman déclare se retirer de Maker Faire mais qu'il reviendra travailler avec eux lorsqu'ils n'accepteront plus de financement militaire,.
Sa décision suscite une controverse et des débats houleux. Dale Dougherty (en), cofondateur de O'Reilly Media explique que le programme encourage les écoles à ouvrir des hackerspaces et à diffuser les travaux des étudiants. Il dit aussi être touché par les arguments de la DARPA qui allègue que « la capacité de la nation [américaine] à fabriquer des choses est en déclin ». Jerry Isdale, du hackerspace Mauimakers critique aussi le point de vue de Altman en soulignant que celui-ci se rend en Chine et que y aller « est autant un soutien à la répression au Tibet qu’aller à Maker Faire l’est au département de la Défense ». Mitch Altman est effectivement très impliqué dans le développement des hacherspaces en Chine (soutenus par le gouvernement de ce pays). Selon lui, ce n'est pas une mauvaise chose dans ce cas puisque cela permet au pays de changer de culture et aux gens d'être créatifs, de jouer et de prendre des risques. Certains hackers se rangent au côté de Altman, en estimant que pour Dale Doughert, la fin justifie les moyens et questionnent le fait que les militaires financent l'éducation alors que les budgets pour celle-ci diminuent,,.

## Ouvrages
- (en) Maker Pro (Essays on Making a Living as a Maker), Mitch Altman, Joe Meno, John Baichtal, David Gauntlett, et al., décembre 2014,  (ISBN 9781457186189).
- Souder c'est facile : voici comment faire, bande dessinée en accès libre, traduction française de Soldering is easy, avril 2011.